# 아스테로파이오스

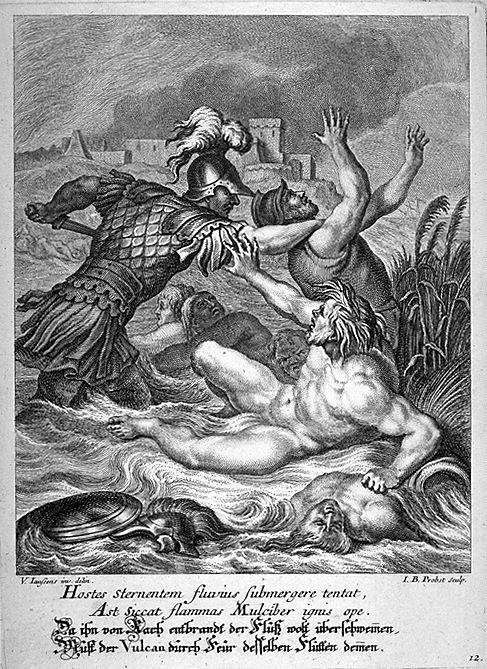

아스테로파이오스(그리스어: Ἀστεροπαῖος)는 그리스 신화 트로이 전쟁에서 트로이의 연합군인 파이오니아의 장수 중 한 사람이다. 펠라곤과 페리보이아의 아들이다.
트로이 군사들은 아카이아 군사들의 방벽을 공격하기 위해 전열을 정비하는데 이때 아스테로파이오스는 글라우코스와 함께 사르페돈이 지휘하는 대열의 장수로 언급된다.
아킬레우스가 헥토르를 죽이고 나서 스카만드로스 강에서 분노에 차서 트로이 군사들을 살육하는 장면에서도 아스테로파이오스가 나오는데 이때 그는 양손을 다 쓰는 장수로 아킬레우스에게 두 개의 창을 동시에 던졌다. 창하나는 방패에 꽂히고 다른 하나는 아킬레우스의 팔에 스쳤는데 이때 아킬레우스의 팔에서 피가 나왔다.
아킬레우스는 반격하여 창을 던졌다. 아킬레우스의 창은 아스테로파이오스를 빗맞춰 강둑에 박혔는데 아스테로파이오스는 그 창을 뽑으려고 네 번이나 시도하다가 뽑지 못하고 그사이 달려온 아킬레우스의 칼에 죽었다.
아킬레우스는 그의 시체를 강에 내버려두었는데 강의 뱀장어와 물고기떼가 그의 시체를 물어뜯었다.
나중에 그리스 진영에서 파트로클로스의 장례경기가 열릴 때 아킬레우스는 사르페돈의 무장과 아스테로파이오스의 은 못이 박힌 칼을 상품으로 내놓았다.